# Funzione di ripartizione
In statistica e teoria della probabilità, la funzione di ripartizione (o funzione cumulativa) è una funzione di variabile reale che racchiude le informazioni su un fenomeno (un insieme di dati, un evento casuale) riguardanti la sua presenza o la sua distribuzione prima o dopo un certo punto.

## Nel calcolo delle probabilità
Nel calcolo delle probabilità la funzione di ripartizione, o funzione di probabilità cumulata, di una variabile casuale {\displaystyle X} a valori reali è la funzione che associa a ciascun valore {\displaystyle x} la probabilità del seguente evento: "la variabile casuale {\displaystyle X} assume valori minori o uguali ad {\displaystyle x}".
In altre parole, è la funzione {\displaystyle F\colon \mathbb {R} \to [0,1]} con dominio la retta reale e immagine nell'intervallo {\displaystyle [0,1]} definita da
{\displaystyle F(x)=P(X\leq x).}
Una funzione F è una valida funzione di ripartizione se è non decrescente, continua a destra e
{\displaystyle F(x)\geq 0,\quad \forall x}
{\displaystyle \lim _{x\to +\infty }F(x)=1}
{\displaystyle \lim _{x\to -\infty }F(x)=0}
Una funzione di ripartizione non è necessariamente continua a sinistra (e dunque continua globalmente): se {\displaystyle X} è una variabile casuale discreta e {\displaystyle z} un punto del suo supporto, allora {\displaystyle F} è una funzione a gradino e dunque
{\displaystyle \lim _{x\to z^{-}}F(x)=\lim _{x\to z^{-}}\sum _{i=1}^{n}p(x_{i})=\sum _{i=1}^{n}p(x_{i})}
(ponendo senza restrizioni di generalità {\displaystyle x_{1}<x_{2}<\ldots <x_{n}<x<z}) poiché è una costante indipendente da {\displaystyle x}, mentre
{\displaystyle F(z)=\sum _{i=1}^{n}p(x_{i})+p(z)}
dunque essendo {\displaystyle p(z)\neq 0} si ha che {\displaystyle F} non è continua.
Più in generale, una funzione di ripartizione individua univocamente una intera distribuzione di probabilità, cioè una funzione che ad ogni sottoinsieme misurabile {\displaystyle A} associa la probabilità che {\displaystyle X} cada in {\displaystyle A}.

### Proprietà
Si può dimostrare dalla definizione che valgono le seguenti uguaglianze, ponendo per semplicità di notazione {\displaystyle F(x^{-}):=\lim _{t\to x^{-}}F(t)}:
- {\displaystyle \operatorname {P} (X<x)=F(x^{-})}
- {\displaystyle \operatorname {P} (a<X\leq b)=F(b)-F(a)}
- {\displaystyle \operatorname {P} (a\leq X<b)=F(b^{-})-F(a^{-})}
- {\displaystyle \operatorname {P} (a\leq X\leq b)=F(b)-F(a^{-})}
- {\displaystyle \operatorname {P} (a<X<b)=F(b^{-})-F(a)}
- {\displaystyle \operatorname {P} (X=b)=F(b)-F(b^{-})}

Se {\displaystyle X} è una variabile casuale assolutamente continua la funzione di ripartizione di {\displaystyle X} può essere espressa come funzione integrale:
{\displaystyle F(x)=\int _{-\infty }^{x}f(u)du}
ove {\displaystyle f} è detta funzione di densità di {\displaystyle X}. Si può anche considerare la relazione inversa:
{\displaystyle F'(x)=f(x)}
Se {\displaystyle X} è una variabile casuale discreta (ossia ammette una collezione numerabile di possibili valori {\displaystyle x_{1},\ldots ,x_{n},\ldots })
{\displaystyle F(x)=\sum _{x_{i}\leq x}p(x_{i})}
dove {\displaystyle p(x)=P(X=x)} è detta funzione di probabilità di {\displaystyle X}.

### Esempi

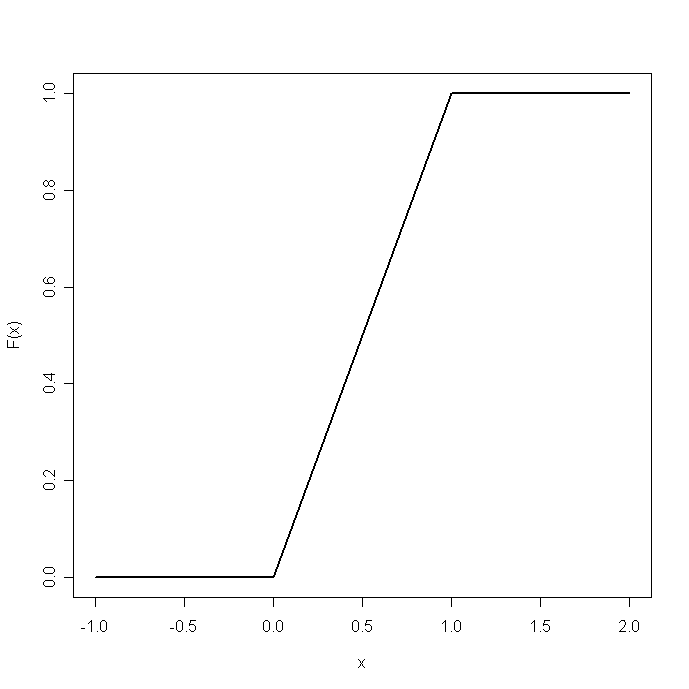
Grafico della funzione di ripartizione relativa alla distribuzione uniforme

Se {\displaystyle X} è la variabile aleatoria risultato del lancio di un dado a sei facce si ha
{\displaystyle F(x)={\begin{cases}0&x<1\\\lfloor x\rfloor /6&1\leq x<6\\1&x\geq 6\end{cases}}}
dove con {\displaystyle \lfloor x\rfloor } si indica la parte intera di x.
Se {\displaystyle X} è la variabile casuale uniforme continua in {\displaystyle [0,1]} si ha
{\displaystyle F(x)={\begin{cases}0&x<0\\x&0\leq x<1\\1&x\geq 1\end{cases}}}.

### Funzione di sopravvivenza
In alcuni modelli è più utile analizzare la probabilità che un certo dato numerico valga più del valore {\displaystyle x} (come nella vita di un organismo, biologico o meccanico): questi casi sono trattati dalla branca chiamata analisi di sopravvivenza. Si definisce allora la funzione di sopravvivenza {\displaystyle S} (dal termine inglese survival) come il complemento della funzione di ripartizione:
{\displaystyle S(x)=P(X>x)=1-F(x)}
Nei casi rispettivamente continuo e discreto, valgono naturalmente delle identità speculari a quelle della ripartizione:
{\displaystyle S(x)=\int _{x}^{+\infty }f(t)dt}
e
{\displaystyle S(x)=\sum _{t>x}p(t).}
Ogni funzione di sopravvivenza {\displaystyle S(x)} è una funzione monotona decrescente, vale a dire {\displaystyle S(a)\leq S(b)} per {\displaystyle a>b.}
Il tempo {\displaystyle x=0} rappresenta l'origine, in genere l'inizio di uno studio o l'inizio del funzionamento di alcuni sistemi.

### Variabili aleatorie multivariate
Più in generale la funzione di ripartizione di una variabile aleatoria {\displaystyle X} a valori in {\displaystyle \mathbb {R} ^{k}} è la funzione {\displaystyle F(x)} con dominio {\displaystyle \mathbb {R} ^{k}} e codominio l'intervallo {\displaystyle [0,1]} definita da
{\displaystyle F(x_{1},\ldots ,x_{k})=P((X_{1}\leq x_{1})\cap (X_{2}\leq x_{2})\cap \ldots \cap (X_{k}\leq x_{k}))}
dove {\displaystyle X_{i}} sono le componenti di {\displaystyle X}.
Questa funzione possiede la proprietà di essere continua a destra separatamente per ogni variabile. Valgono inoltre le seguenti formule, derivanti dalla definizione:
- Per qualsiasi {\displaystyle i}, {\displaystyle \lim _{x_{i}\to -\infty }F(x_{1},\ldots ,x_{k})=0}
- {\displaystyle F} è monotona crescente separatamente in ogni variabile, cioè se {\displaystyle c>0}, {\displaystyle F(x_{1},\ldots ,x_{i}+c,\ldots ,x_{k})\geq F(x_{1},\ldots ,x_{i},\ldots ,x_{k})}
- se {\displaystyle k=2} per semplicità, {\displaystyle P(a<X_{1}\leq b,c<X_{2}\leq d)=F(b,d)+F(a,c)-F(a,d)-F(b,c)}
- {\displaystyle \lim _{x_{i}\to +\infty }F(x_{1},\ldots ,x_{k})=G(x_{1},\ldots ,x_{i-1},x_{i+1},\ldots ,x_{k})} dove {\displaystyle G} è la funzione di ripartizione della variabile {\displaystyle (k-1)}-variata {\displaystyle (X_{1},X_{2},\ldots ,X_{i-1},X_{i+1},\ldots ,X_{k})}.

Da quest'ultima proprietà viene anche l'uguaglianza
{\displaystyle \lim _{x_{k}\to +\infty }\lim _{x_{k-1}\to +\infty }\ldots \lim _{x_{1}\to +\infty }F(x_{1},x_{2},\ldots ,x_{k})=1}
e l'affermazione vale ovviamente anche per ogni permutazione degli indici {\displaystyle i}.

## In statistica descrittiva
In statistica la funzione di ripartizione empirica, o funzione di distribuzione cumulata, viene usata per descrivere fenomeni quantitativi o comunque descritti con valori misurati su scale ordinali, intervallari o proporzionali, ma non se misurati con una scala nominale.
La funzione di ripartizione viene indicata solitamente con {\displaystyle F(x)} e rappresenta il numero di osservazioni del fenomeno minori o uguali del valore {\displaystyle x}.
Se {\displaystyle x_{1},\ldots ,x_{n}} sono le osservazioni (ordinate in senso crescente), con frequenze relative {\displaystyle f_{1},\ldots ,f_{n}} la funzione di ripartizione ha espressione analitica
{\displaystyle F(x)={\begin{cases}0&x<x_{1}\\F_{i}=\sum _{j\leq i}f_{j}&x_{i}\leq x<x_{i+1}\\1&x\geq x_{n}\end{cases}}}
Le {\displaystyle F_{i}} sono dette frequenze relative cumulate.